# Klubowy Puchar Europy kobiet w szachach (2006)
2006 – jedenasty sezon Klubowego Pucharu Europy kobiet w szachach. Rozgrywki odbyły się w Fügen w dniach 8–14 października 2006 roku. Tytuł zdobyła armeńska Mika Erywań.

## Format rozgrywek
Turniej odbywał się systemem szwajcarskim na dystansie siedmiu rund. W przypadku identycznej liczby punktów decydowała łączna liczba punktów uzyskanych przez zawodniczki, a przy dalszej równości – system Buchholza.

## Uczestnicy
W nawiasie podano średni ranking Elo. Źródło: OlimpBase
- Mika Erywań (2406)
- Lucija Rijeka (2068)
- Internet-CG Podgorica (2426)
- Vandoeuvre-Echecs (2068)
- Energy-investi Sakartwelo (2409)
- Herzliya Chess Club (2092)
- AWS Krasnoturjinsk (2473)
- Ekonomist-SGSEU Saratów (2376)
- FINEK Petersburg (2428)
- Jużnyj Urał Czelabińsk (2431)
- Kristallens SK (2132)

## Rozgrywki

### Runda 1
Źródło: OlimpBase
8 października 2006
| Mika Erywań – AWS Krasnoturjinsk 2½:1½                |
| Jużnyj Urał Czelabińsk – Ekonomist-SGSEU Saratów 3½:½ |
| Kristallens SK – FINEK Petersburg 0:4                 |
| Internet-CG Podgorica – Herzliya Chess Club 4:0       |
| Lucija Rijeka – Energy-investi Sakartwelo 0:4         |
| Vandoeuvre-Echecs pauza                               |

### Runda 2
Źródło: OlimpBase
9 października 2006
| Energy-investi Sakartwelo – Jużnyj Urał Czelabińsk 2:2 |
| FINEK Petersburg – Mika Erywań 1½:2½                   |
| Vandoeuvre-Echecs – Internet-CG Podgorica ½:3½         |
| AWS Krasnoturjinsk – Kristallens SK 4:0                |
| Ekonomist-SGSEU Saratów – Lucija Rijeka 4:0            |
| Herzliya Chess Club pauza                              |

### Runda 3
Źródło: OlimpBase
10 października 2006
| Internet-CG Podgorica – Mika Erywań 1½:2½        |
| Jużnyj Urał Czelabińsk – AWS Krasnoturjinsk ½:3½ |
| FINEK Petersburg – Energy-investi Sakartwelo 1:3 |
| Herzliya Chess Club – Vandoeuvre-Echecs 3:1      |
| Kristallens SK – Ekonomist-SGSEU Saratów ½:3½    |
| Lucija Rijeka pauza                              |

### Runda 4
Źródło: OlimpBase
11 października 2006
| Mika Erywań – Energy-investi Sakartwelo 2:2           |
| AWS Krasnoturjinsk – Herzliya Chess Club 4:0          |
| Ekonomist-SGSEU Saratów – Internet-CG Podgorica 2½:1½ |
| Lucija Rijeka – Jużnyj Urał Czelabińsk 0:4            |
| Vandoeuvre-Echecs – FINEK Petersburg 0:4              |
| Kristallens SK pauza                                  |

### Runda 5
Źródło: OlimpBase
12 października 2006
| Mika Erywań – Ekonomist-SGSEU Saratów 2½:1½          |
| Energy-investi Sakartwelo – AWS Krasnoturjinsk 2½:1½ |
| Jużnyj Urał Czelabińsk – FINEK Petersburg ½:3½       |
| Herzliya Chess Club – Kristallens SK 1½:2½           |
| Lucija Rijeka – Vandoeuvre-Echecs 2½:1½              |
| Internet-CG Podgorica pauza                          |

### Runda 6
Źródło: OlimpBase
13 października 2006
| Herzliya Chess Club – Mika Erywań ½:3½                |
| Energy-investi Sakartwelo – Internet-CG Podgorica 3:1 |
| FINEK Petersburg – AWS Krasnoturjinsk 1½:2½           |
| Ekonomist-SGSEU Saratów – Vandoeuvre-Echecs 4:0       |
| Kristallens SK – Lucija Rijeka 2½:1½                  |
| Jużnyj Urał Czelabińsk pauza                          |

### Runda 7
Źródło: OlimpBase
14 października 2006
| Mika Erywań – Jużnyj Urał Czelabińsk 2:2                |
| Ekonomist-SGSEU Saratów – Energy-investi Sakartwelo 2:2 |
| Internet-CG Podgorica – AWS Krasnoturjinsk 1½:2½        |
| Vandoeuvre-Echecs – Kristallens SK 1½:2½                |
| Lucija Rijeka – Herzliya Chess Club ½:3½                |
| FINEK Petersburg pauza                                  |

## Klasyfikacja
Źródło: OlimpBase
| Msc | Zespół                    | M | W | R | P | Pkt |
| --- | ------------------------- | - | - | - | - | --- |
| 1   | Mika Erywań               | 7 | 5 | 2 | 0 | 12  |
| 2   | Energy-investi Sakartwelo | 7 | 4 | 3 | 1 | 11  |
| 3   | AWS Krasnoturjinsk        | 7 | 5 | 0 | 2 | 10  |
| 4   | Ekonomist-SGSEU Saratów   | 6 | 4 | 1 | 2 | 9   |
| 5   | FINEK Petersburg          | 6 | 3 | 0 | 3 | 8   |
| 6   | Jużnyj Urał Czelabińsk    | 6 | 2 | 2 | 2 | 8   |
| 7   | Kristallens SK            | 6 | 3 | 0 | 3 | 8   |
| 8   | Internet-CG Podgorica     | 6 | 2 | 0 | 4 | 6   |
| 9   | Herzliya Chess Club       | 6 | 2 | 0 | 4 | 6   |
| 10  | Lucija Rijeka             | 6 | 1 | 0 | 5 | 4   |
| 11  | Vandoeuvre-Echecs         | 6 | 0 | 0 | 6 | 2   |